# Kinh Sáng Danh
Kinh Sáng Danh (hay còn gọi là (Tiểu) Vinh tụng ca) là một bài kinh ngắn của Kitô giáo mang tính ca tụng Thiên Chúa. Bài kinh này được người Công giáo dùng sau các bài Thánh Vịnh trong Các Giờ Kinh Phụng Vụ, Kinh Mân Côi, Thánh Ca,....

## Văn bản
- Bản Hy Lạp:

Δόξα Πατρὶ καὶ Υἱῷ καὶ Ἁγίῳ Πνεύματι,
καὶ νῦν καὶ ἀεὶ καὶ εἰς τοὺς αἰῶνας τῶν αἰώνων. Ἀμήν.
- Bản Latinh:

Gloria Patri, et Filio, et Spiritui Sancto,
Sicut erat in principio, et nunc, et semper, et in saecula saeculorum. Amen.
- Bản dịch tiếng Việt phổ thông:

Sáng danh Đức Chúa Cha và Đức Chúa Con và Đức Chúa Thánh Thần.
[Như đã có trước vô cùng và] bây giờ và hằng có, và đời đời chẳng cùng. Amen
- Bản dịch tiếng Việt của Nhóm Phiên dịch Các Giờ kinh Phụng vụ:[1]

Vinh danh Chúa Cha và Chúa Con,
Cùng vinh danh Thánh Thần Thiên Chúa,
Từ muôn đời và chính hiện nay
Luôn mãi đến thiên thu vạn đại. Amen